# Campeonato Brasileiro de Futebol de 2009 - Série C
O Campeonato Brasileiro da Série C de 2009 foi a 19.ª edição da terceira divisão do futebol brasileiro. Com a criação da Série D, seu regulamento e fórmula de disputa sofreu alterações em relação aos últimos anos. Foi disputada entre 24 de maio e 19 de setembro.
As equipes que finalizaram a primeira fase na última colocação dos seus respectivos grupos foram rebaixadas para a Série D de 2010: Sampaio Côrrea, Confiança, Mixto e Marcílio Dias.
Entre os oito clubes classificados as quartas-de-final, os quatro vencedores foram promovidos à Série B de 2010: ASA, Icasa, América Mineiro e Guaratinguetá.
O América Mineiro conquistou o título ao superar o ASA na final. No primeiro jogo da decisão venceu por 3–1 em Arapiraca e sacramentou a conquista ao vencer por 1–0 em Belo Horizonte, totalizando 4–1 no placar agregado.

## Formato
O torneio foi disputado entre o final do primeiro e no segundo semestre de 2009 e, diferentemente dos anos anteriores, por 20 clubes: 
- Os 4 clubes que caíram da Série B de 2008;
- Do 5º ao 20º colocado da Série C de 2008.

A primeira fase foi composta de quatro grupos com 5 clubes cada, com jogos em turno e returno dentro dos grupos. De cada grupo, os dois melhores classificaram-se para a fase seguinte e o último colocado de cada grupo foi rebaixado para a Série D de 2010.
Na segunda fase, a disputa passou a ser em partidas de ida e volta em sistema eliminatório (mata-mata). Os vencedores nessa fase, semifinalistas do campeonato, ascenderam à Série B de 2010.

## Participantes

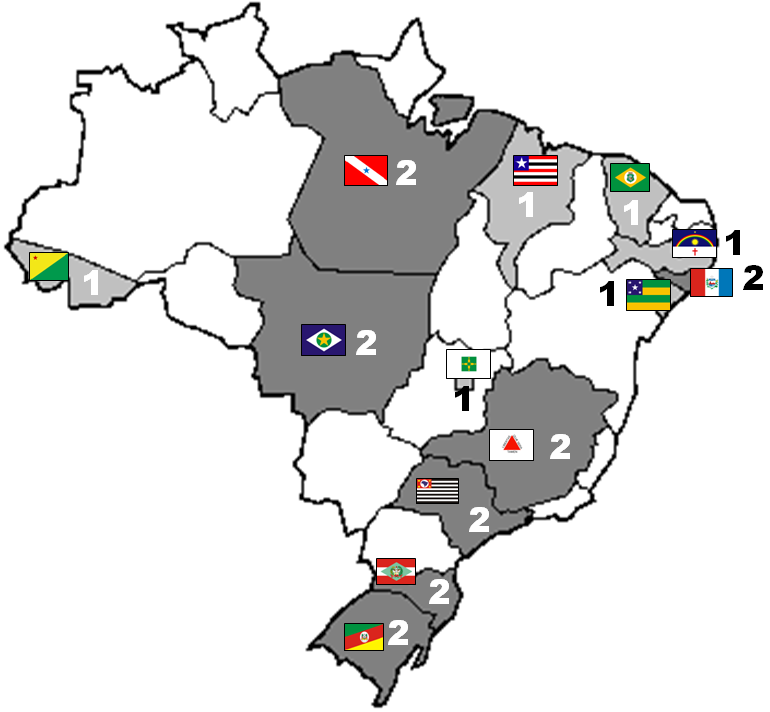
Mapa com os estados participantes da Série C 2009.

O campeonato teve a participação dos seguintes clubes:
| Equipe            | Cidade             | UF | Em 2008       | Estádio           | Capacidade |
| ----------------- | ------------------ | -- | ------------- | ----------------- | ---------- |
| Águia             | Marabá             | PA | 5º (Série C)  | Rosenão           | 4.272      |
| América           | Belo Horizonte     | MG | 20º (Série C) | Independência     | 15.000     |
| ASA               | Arapiraca          | AL | 11º (Série C) | Coaracy da Mata   | 7.500      |
| Brasil de Pelotas | Pelotas            | RS | 6º (Série C)  | Bento Freitas     | 18.000     |
| Caxias            | Caxias do Sul      | RS | 19º (Série C) | Centenário        | 30.822     |
| CRB               | Maceió             | AL | 20º (Série B) | Rei Pelé          | 20.801     |
| Confiança         | Aracaju            | SE | 7º (Série C)  | Batistão          | 14.000     |
| Criciúma          | Criciúma           | SC | 18º (Série B) | Heriberto Hülse   | 22.000     |
| Gama              | Gama               | DF | 19º (Série B) | Bezerrão          | 20.000     |
| Guaratinguetá     | Guaratinguetá      | SP | 9º (Série C)  | Ninho da Garça    | 15.769     |
| Icasa             | Juazeiro do Norte  | CE | 18º (Série C) | Romeirão          | 16.000     |
| Ituiutaba         | Ituiutaba          | MG | 10º (Série C) | Fazendinha        | 3.840      |
| Luverdense        | Lucas do Rio Verde | MT | 16º (Série C) | Passo das Emas    | 4.000      |
| Marcílio Dias     | Itajaí             | SC | 13º (Série C) | Hercílio Luz      | 10.000     |
| Marília           | Marília            | SP | 17º (Série B) | Bento de Abreu    | 17.963     |
| Mixto             | Cuiabá             | MT | 14º (Série C) | Verdão            | 40.000     |
| Paysandu          | Belém              | PA | 12º (Série C) | Curuzu            | 12.500     |
| Rio Branco        | Rio Branco         | AC | 8º (Série C)  | Arena da Floresta | 20.000     |
| Salgueiro         | Salgueiro          | PE | 15º (Série C) | Salgueirão        | 5.000      |
| Sampaio Corrêa    | São Luís           | MA | 17º (Série C) | Nhozinho Santos   | 16.500     |

## Primeira fase

### Grupo A
| Classificação | Classificação   | Classificação | Classificação | Classificação | Classificação | Classificação | Classificação | Classificação | Classificação | Classificação | Classificação                 |
| Time          | Time            | Pts           | J             | V             | E             | D             | GP            | GC            | SG            | Expulso       | Penalizado com cartão amarelo |
| ------------- | --------------- | ------------- | ------------- | ------------- | ------------- | ------------- | ------------- | ------------- | ------------- | ------------- | ----------------------------- |
| 1             | Rio Branco-AC   | 12            | 8             | 4             | 0             | 4             | 15            | 12            | +3            | 2             | 25                            |
| 2             | Paysandu        | 12            | 8             | 3             | 3             | 2             | 11            | 12            | -1            | 2             | 24                            |
| 3             | Águia de Marabá | 11            | 8             | 3             | 2             | 3             | 12            | 12            | 0             | 1             | 23                            |
| 4             | Luverdense      | 11            | 8             | 3             | 2             | 3             | 8             | 9             | -1            | 2             | 24                            |
| 5             | Sampaio Corrêa  | 9             | 8             | 2             | 3             | 3             | 10            | 11            | -1            | 2             | 32                            |

|                | AGM | LUV | PAY | RBA | SAM |
| Águia          | -   | 0–2 | 2–2 | 1–0 | 2–2 |
| Luverdense     | 0–2 | -   | 3–2 | 2–0 | 0–0 |
| Paysandu       | 2–1 | 1–1 | -   | 3–1 | 1–0 |
| Rio Branco-AC  | 2–1 | 3–0 | 4–0 | -   | 3–1 |
| Sampaio Corrêa | 2–3 | 1–0 | 0–0 | 4–2 | -   |

### Grupo B
| Classificação | Classificação | Classificação | Classificação | Classificação | Classificação | Classificação | Classificação | Classificação | Classificação | Classificação | Classificação                 |
| Time          | Time          | Pts           | J             | V             | E             | D             | GP            | GC            | SG            | Expulso       | Penalizado com cartão amarelo |
| ------------- | ------------- | ------------- | ------------- | ------------- | ------------- | ------------- | ------------- | ------------- | ------------- | ------------- | ----------------------------- |
| 1             | Icasa         | 17            | 8             | 5             | 2             | 1             | 15            | 4             | 11            | 3             | 26                            |
| 2             | ASA           | 16            | 8             | 5             | 1             | 2             | 13            | 7             | +6            | 6             | 24                            |
| 3             | Salgueiro     | 13            | 8             | 4             | 1             | 3             | 8             | 12            | -4            | 0             | 25                            |
| 4             | CRB           | 6             | 8             | 2             | 0             | 6             | 8             | 12            | -4            | 5             | 24                            |
| 5             | Confiança     | 6             | 8             | 2             | 0             | 6             | 9             | 18            | -9            | 5             | 22                            |

|           | ASA | CON | CRB | ICA | SAL |
| ASA       | -   | 5–2 | 2–1 | 2–1 | 3–0 |
| Confiança | 2–0 | -   | 2–1 | 0–2 | 1–2 |
| CRB       | 0–1 | 2–1 | -   | 1–2 | 3–1 |
| Icasa     | 0–0 | 4–0 | 2–0 | -   | 3–0 |
| Salgueiro | 1–0 | 2–1 | 1–0 | 1–1 | -   |

### Grupo C
| Classificação | Classificação   | Classificação | Classificação | Classificação | Classificação | Classificação | Classificação | Classificação | Classificação | Classificação | Classificação                 |
| Time          | Time            | Pts           | J             | V             | E             | D             | GP            | GC            | SG            | Expulso       | Penalizado com cartão amarelo |
| ------------- | --------------- | ------------- | ------------- | ------------- | ------------- | ------------- | ------------- | ------------- | ------------- | ------------- | ----------------------------- |
| 1             | América Mineiro | 16            | 8             | 5             | 1             | 2             | 12            | 6             | +6            | 1             | 25                            |
| 2             | Guaratinguetá   | 15            | 8             | 5             | 0             | 3             | 15            | 12            | +3            | 1             | 29                            |
| 3             | Ituiutaba       | 11            | 8             | 3             | 2             | 3             | 13            | 8             | +5            | 5             | 25                            |
| 4             | Gama            | 8             | 8             | 2             | 2             | 4             | 11            | 14            | -3            | 1             | 29                            |
| 5             | Mixto           | 7             | 8             | 2             | 1             | 5             | 8             | 19            | -11           | 6             | 30                            |

|               | AMM | GAM | GTA | ITB | MIX |
| América-MG    | -   | 2–0 | 2–0 | 2–1 | 5–1 |
| Gama          | 2–0 | -   | 1–2 | 1–1 | 2–0 |
| Guaratinguetá | 2–0 | 5–2 | -   | 2–1 | 4–1 |
| Ituiutaba     | 0–0 | 2–1 | 3–0 | -   | 5–0 |
| Mixto         | 0–1 | 2–2 | 2–0 | 2–0 | -   |

### Grupo D
| Classificação | Classificação     | Classificação | Classificação | Classificação | Classificação | Classificação | Classificação | Classificação | Classificação | Classificação | Classificação                 |
| Time          | Time              | Pts           | J             | V             | E             | D             | GP            | GC            | SG            | Expulso       | Penalizado com cartão amarelo |
| ------------- | ----------------- | ------------- | ------------- | ------------- | ------------- | ------------- | ------------- | ------------- | ------------- | ------------- | ----------------------------- |
| 1             | Caxias            | 16            | 8             | 5             | 1             | 2             | 10            | 6             | +4            | 1             | 27                            |
| 2             | Brasil de Pelotas | 16            | 8             | 5             | 1             | 2             | 12            | 9             | +3            | 1             | 27                            |
| 3             | Marília           | 15            | 8             | 4             | 3             | 1             | 14            | 8             | +6            | 2             | 32                            |
| 4             | Criciúma          | 7             | 8             | 2             | 1             | 5             | 6             | 12            | -6            | 7             | 19                            |
| 5             | Marcílio Dias     | 3             | 8             | 1             | 0             | 7             | 12            | 19            | -7            | 5             | 28                            |

|                   | BPE | CAX | CRI | MRL | MDI |
| Brasil de Pelotas | -   | 1–0 | 1–0 | 2–1 | 2–1 |
| Caxias            | 1–0 | -   | 1–0 | 1–1 | 4–1 |
| Criciúma          | 3–2 | 0–1 | -   | 1–1 | 1–4 |
| Marília           | 1–1 | 2–0 | 2–0 | -   | 3–2 |
| Marcílio Dias     | 2–3 | 1–2 | 0–1 | 1–3 | -   |

|  |                                        |
|  | Zona de classificação à fase final     |
|  | Zona de rebaixamento à Série D de 2010 |

## Fase final
|  | Quartas-de-final  | Quartas-de-final | Quartas-de-final | Quartas-de-final |       |                       | Semifinais | Semifinais | Semifinais | Semifinais |  |     | Final | Final | Final | Final |  |  |
|  |                   |                  |                  |                  |       |                       |            |            |            |            |  |     |       |       |       |       |  |  |
|  |                   |                  |                  |                  |       |                       |            |            |            |            |  |     |       |       |       |       |  |  |
|  | Rio Branco-AC     | 1                | 2                | 3                |       |                       |            |            |            |            |  |     |       |       |       |       |  |  |
|  | ASA*              | 1                | 2                | 3                |       |                       |            |            |            |            |  |     |       |       |       |       |  |  |
|  | ASA*              | 1                | 2                | 3                |       | ASA                   | 1          | 3          | 4          |            |  |     |       |       |       |       |  |  |
|  |                   |                  |                  |                  |       | ASA                   | 1          | 3          | 4          |            |  |     |       |       |       |       |  |  |
|  |                   | Icasa            | 1                | 2                | 3     |                       |            |            |            |            |  |     |       |       |       |       |  |  |
|  | Icasa*            | Icasa            | 1                | 2                | 3     | 1                     | 6          | 7          |            |            |  |     |       |       |       |       |  |  |
|  | Icasa*            |                  |                  |                  |       | 1                     | 6          | 7          |            |            |  |     |       |       |       |       |  |  |
|  | Paysandu          | 1                | 2                | 3                |       |                       |            |            |            |            |  |     |       |       |       |       |  |  |
|  | Paysandu          | 1                | 2                | 3                |       |                       |            |            |            |            |  | ASA | 1     | 0     | 1     |       |  |  |
|  |                   |                  |                  |                  |       |                       |            |            |            |            |  | ASA | 1     | 0     | 1     |       |  |  |
|  |                   | América Mineiro  | 3                | 1                | 4     |                       |            |            |            |            |  |     |       |       |       |       |  |  |
|  | América Mineiro*  | América Mineiro  | 3                | 1                | 4     | 0                     | 3          | 3          |            |            |  |     |       |       |       |       |  |  |
|  | América Mineiro*  |                  |                  |                  |       | 0                     | 3          | 3          |            |            |  |     |       |       |       |       |  |  |
|  | Brasil de Pelotas | 0                | 1                | 1                |       |                       |            |            |            |            |  |     |       |       |       |       |  |  |
|  | Brasil de Pelotas | 0                | 1                | 1                |       | América Mineiro (pen) | 1          | 2          | 3 (7)      |            |  |     |       |       |       |       |  |  |
|  |                   |                  |                  |                  |       | América Mineiro (pen) | 1          | 2          | 3 (7)      |            |  |     |       |       |       |       |  |  |
|  |                   | Guaratinguetá    | 2                | 1                | 3 (6) |                       |            |            |            |            |  |     |       |       |       |       |  |  |
|  | Caxias            | Guaratinguetá    | 2                | 1                | 3 (6) | 0                     | 1          | 1          |            |            |  |     |       |       |       |       |  |  |
|  | Caxias            |                  |                  |                  |       | 0                     | 1          | 1          |            |            |  |     |       |       |       |       |  |  |
|  | Guaratinguetá*    | 2                | 1                | 3                |       |                       |            |            |            |            |  |     |       |       |       |       |  |  |

*Classificados à Série B de 2010

## Artilharia
| Gols | Jogador           | Time            |
| ---- | ----------------- | --------------- |
| 8    | Nena              | ASA             |
| 8    | Marciano          | Icasa           |
| 7    | Bruno Rangel      | Águia de Marabá |
| 6    | Nenê              | Guaratinguetá   |
| 6    | Bruno Mineiro     | América Mineiro |
| 5    | Laécio            | Guaratinguetá   |
| 5    | Paulinho Pedalada | Ituiutaba       |
| 5    | Charles           | Marcílio Dias   |
| 5    | Testinha          | Rio Branco-AC   |

Fonte: Bola N@ Área

## Maiores públicos
| Nº | Público* | Mandante        | Placar | Visitante         | Local                           | Data           |
| -- | -------- | --------------- | ------ | ----------------- | ------------------------------- | -------------- |
| 1  | 24 816   | Caxias          | 1–1    | Guaratinguetá     | Estádio Centenário              | 16 de agosto   |
| 2  | 17 378   | Paysandu        | 1–0    | Sampaio Corrêa    | Estádio Mangueirão              | 24 de maio     |
| 3  | 17 008   | Caxias          | 4–1    | Marcílio Dias     | Estádio Centenário              | 2 de agosto    |
| 4  | 13 000   | Rio Branco-AC   | 2–2    | ASA               | Arena da Floresta               | 16 de agosto   |
| 5  | 12 603   | Paysandu        | 3–1    | Rio Branco-AC     | Estádio Mangueirão              | 14 de junho    |
| 6  | 12 400   | Paysandu        | 1–1    | Icasa             | Estádio da Curuzu               | 9 de agosto    |
| 7  | 10 828   | América Mineiro | 1–0    | ASA               | Estádio Independência           | 19 de setembro |
| 8  | 9 792    | Paysandu        | 2–1    | Águia de Marabá   | Estádio da Curuzu               | 5 de julho     |
| 9  | 9 755    | América Mineiro | 3–1    | Brasil de Pelotas | Estádio Independência           | 16 de agosto   |
| 10 | 9 464    | ASA             | 1–3    | América Mineiro   | Estádio Coaracy da Mata Fonseca | 13 de setembro |

*Considera-se apenas o público pagante.
Fonte: CBF

## Classificação final
| Pos | Equipes           | Pts | J  | V | E | D | GP | GC | SG  | Classificação ou rebaixamento                 |
| --- | ----------------- | --- | -- | - | - | - | -- | -- | --- | --------------------------------------------- |
| 1   | América Mineiro   | 29  | 14 | 9 | 2 | 3 | 22 | 11 | +11 | Finalistas e promovidos à Série B de 2010     |
| 2   | ASA               | 22  | 14 | 6 | 4 | 4 | 21 | 17 | +4  | Finalistas e promovidos à Série B de 2010     |
| 3   | Guaratinguetá     | 22  | 12 | 7 | 1 | 4 | 21 | 16 | +5  | Semifinalistas e promovidos à Série B de 2010 |
| 4   | Icasa             | 22  | 12 | 6 | 4 | 2 | 25 | 11 | +14 | Semifinalistas e promovidos à Série B de 2010 |
| 5   | Caxias            | 17  | 10 | 5 | 2 | 3 | 11 | 9  | +2  | Eliminados nas quartas de final               |
| 6   | Brasil de Pelotas | 17  | 10 | 5 | 2 | 3 | 13 | 12 | +1  | Eliminados nas quartas de final               |
| 7   | Rio Branco-AC     | 14  | 10 | 4 | 2 | 4 | 18 | 15 | +3  | Eliminados nas quartas de final               |
| 8   | Paysandu          | 13  | 10 | 3 | 4 | 3 | 14 | 19 | –5  | Eliminados nas quartas de final               |
| 9   | Marília           | 15  | 8  | 4 | 3 | 1 | 14 | 8  | +6  |                                               |
| 10  | Salgueiro         | 13  | 8  | 4 | 1 | 3 | 8  | 12 | –4  |                                               |
| 11  | Ituiutaba         | 11  | 8  | 3 | 2 | 3 | 13 | 8  | +5  |                                               |
| 12  | Águia de Marabá   | 11  | 8  | 3 | 2 | 3 | 12 | 12 | 0   |                                               |
| 13  | Luverdense        | 11  | 8  | 3 | 2 | 3 | 8  | 9  | –1  |                                               |
| 14  | Gama              | 8   | 8  | 2 | 2 | 4 | 11 | 14 | –3  |                                               |
| 15  | Criciúma          | 7   | 8  | 2 | 1 | 5 | 6  | 12 | –6  |                                               |
| 16  | CRB               | 6   | 8  | 2 | 0 | 6 | 8  | 12 | –4  |                                               |
| 17  | Sampaio Corrêa    | 9   | 8  | 2 | 3 | 3 | 10 | 11 | –1  | Rebaixados à Série D de 2010                  |
| 18  | Mixto             | 7   | 8  | 2 | 1 | 5 | 8  | 19 | –11 | Rebaixados à Série D de 2010                  |
| 19  | Confiança         | 6   | 8  | 2 | 0 | 6 | 9  | 18 | –9  | Rebaixados à Série D de 2010                  |
| 20  | Marcílio Dias     | 3   | 8  | 1 | 0 | 7 | 12 | 19 | –7  | Rebaixados à Série D de 2010                  |

## Premiação
| Campeão Brasileiro 2009 Série C   |
| Minas Gerais                      |
| --------------------------------- |
| América Futebol Clube (1º título) |